# Geert Roorda
Geert Arend Roorda (Heerenveen, 2 marzo 1988) è un ex calciatore olandese, di ruolo centrocampista.

## Carriera

### Club
All'Heerenveen dal 2007 al 2010 e dal 2011 al 2012, ha militato anche nelle file di Excelsior, N.E.C., Sparta Rotterdam e Dordrecht.

### Nazionale
In Nazionale conta 5 apparizioni con l'Under-20 ed una con l'Under-21.